# Calyptomyrmex singalensis
Calyptomyrmex singalensis é uma espécie de formiga do gênero Calyptomyrmex, pertencente à subfamília Myrmicinae.